# Brique de boue

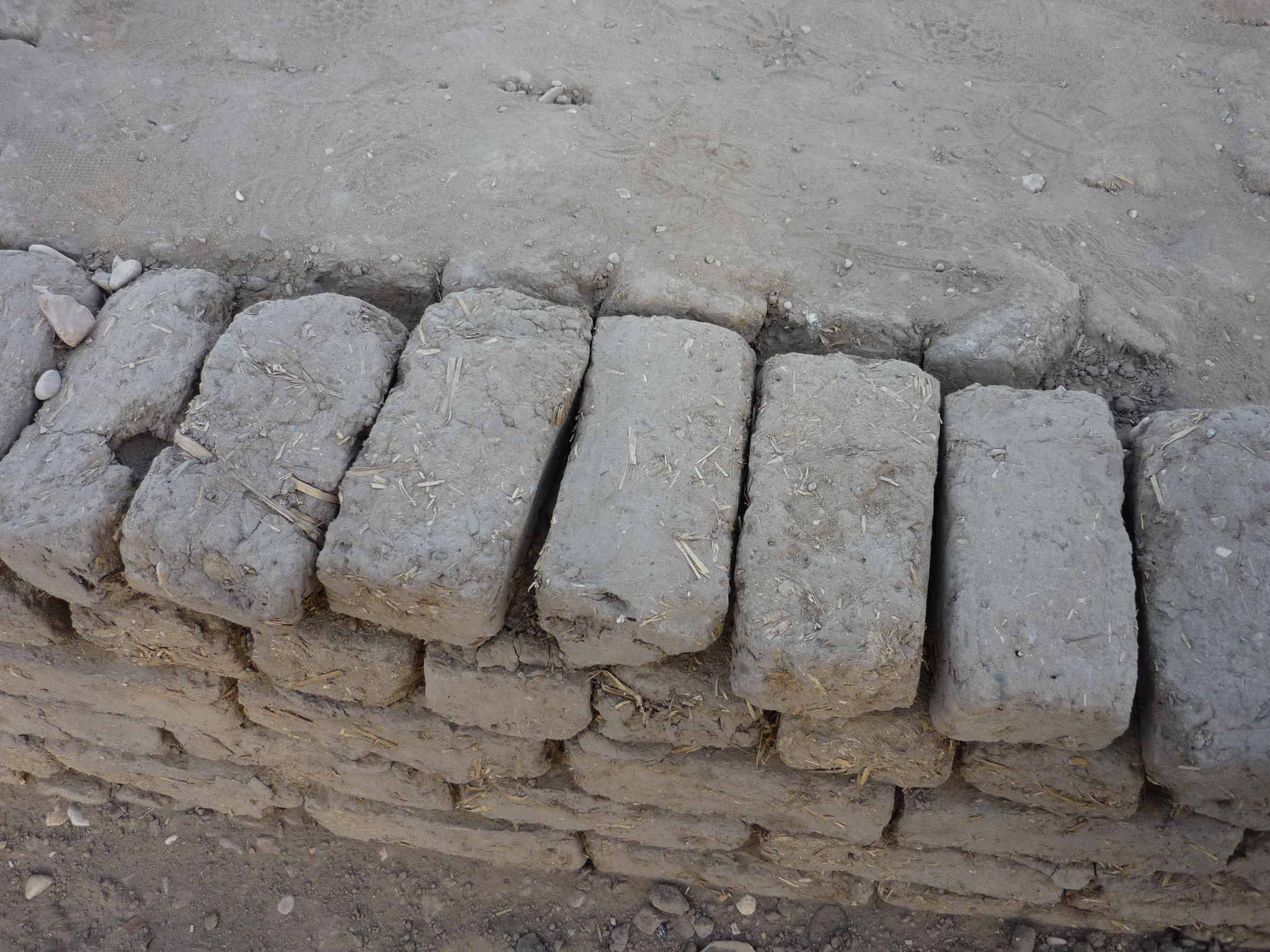
Briques de boue en limon du Nil du mur d'enceinte nord-ouest dans la cour de Nectanebo dans le temple de Louxor.

Les briques de boue sont un des principaux matériaux de construction de l'Égypte antique. Ce matériau est composé de boue mélangée au compost nitreux du foin et du chaume avec lesquels les briques étaient formées pour leur donner plus de résistance avant d'être cuites au soleil.

## Sebakh
Sebakh (arabe : سباخ) est un mot arabe qui se traduit par « engrais ». En anglais, le terme est principalement utilisé pour décrire les briques de boue décomposées provenant de sites archéologiques, une matière organique qui peut être employée à la fois comme engrais agricole et comme combustible pour les feux.
Une pratique courante en Égypte, à la fin du XIXe et au début du XXe siècle, consistait pour les agriculteurs à obtenir des autorisations du gouvernement pour retirer les briques de boue de monticules ; ces agriculteurs étaient connus sous le nom de sebakhin. Les monticules indiquant l'emplacement de villes anciennes sont également connus sous le nom de « tell ».
Un site archéologique peut constituer une excellente source de sebakh car les débris organiques décomposés créent un sol très riche en azote. L'azote est un composant essentiel des engrais utilisés pour les cultures végétales.
De nombreuses pièces archéologiques potentiellement précieuses ont malheureusement été détruites par les agriculteurs de cette manière. Cependant, les fouilles de sebakh ont également permis de découvrir des pièces archéologiques qui, autrement, seraient passées inaperçues.
Le sebakh est souvent associé à la découverte du site d'Amarna. En 1887, un habitant de la région qui fouillait dans des dépôts de sebakh a découvert par hasard plus de trois cents tablettes cunéiformes qui se sont avérées être des registres pharaoniques de correspondance. Ces tablettes, connues sous le nom de Lettres d'Amarna, ont fourni de nombreuses et précieuses données historiques et chronologiques, ainsi que des informations portant sur les relations diplomatiques de l'Égypte antique avec ses voisins de l'époque.